# Kumquat
Kumquat (Ciʹtrus japoʹnica), är en art i citrusläktet och familjen vinruteväxter. Vild kumquat växer i södra och sydöstra Kina. Frukterna importeras främst från Israel, Sydamerika och Afrika. Kumquat odlas både för frukten och som prydnad. Skalet har en bitter smak och i regel äts frukterna hela och oskalade, vilket ger en intensiv smak av sött, syrligt och bittert. 
Kumquat är en buske eller ett litet träd och är populära att göra till bonsaiträd. Blommorna är vita och väldoftande och frukterna är små, runda eller ovala. Den har korsats med andra arter och ingår i till exempel limequat och kalamondin.
Inga underarter finns listade i Catalogue of Life.

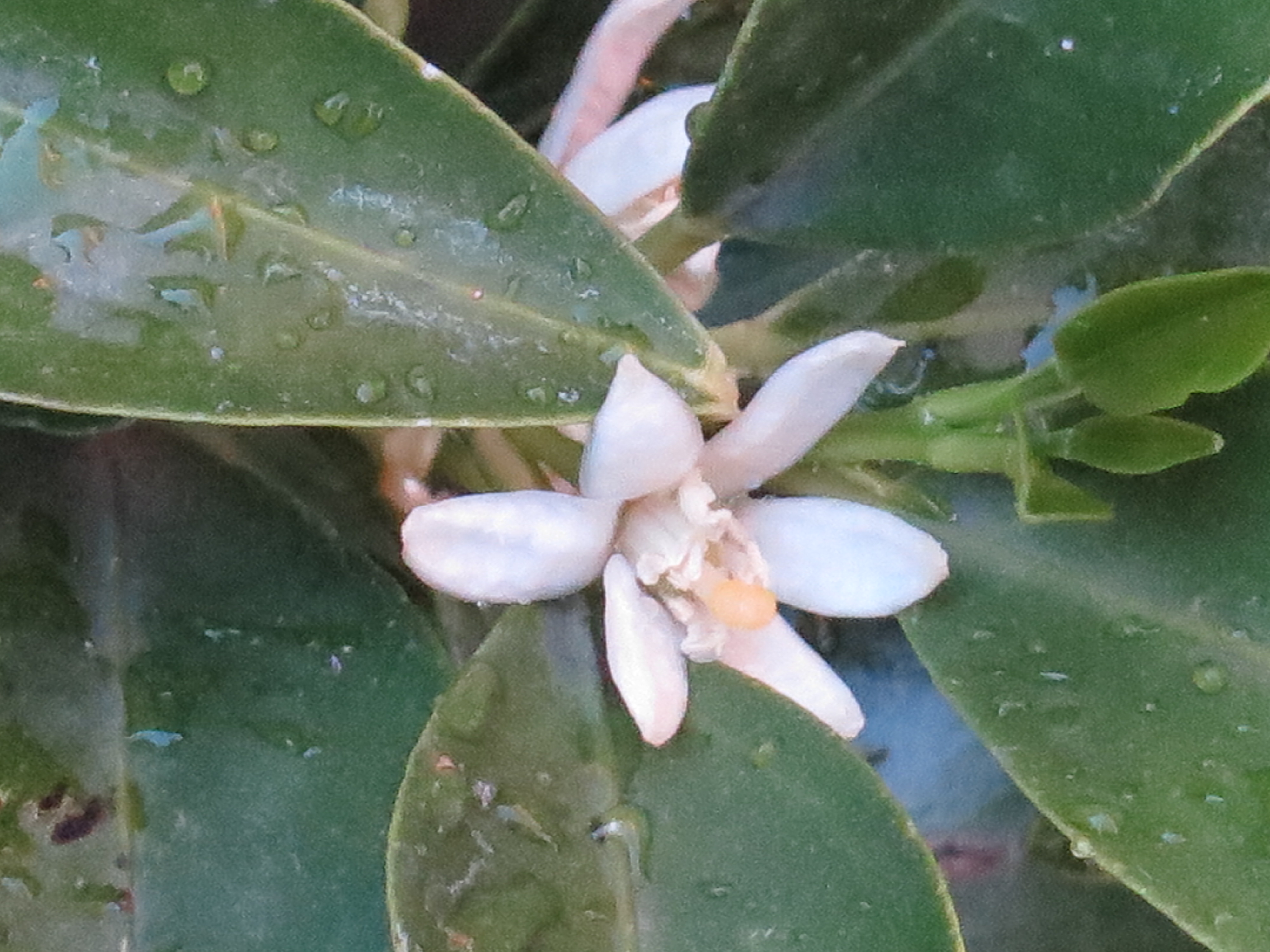
Blomma
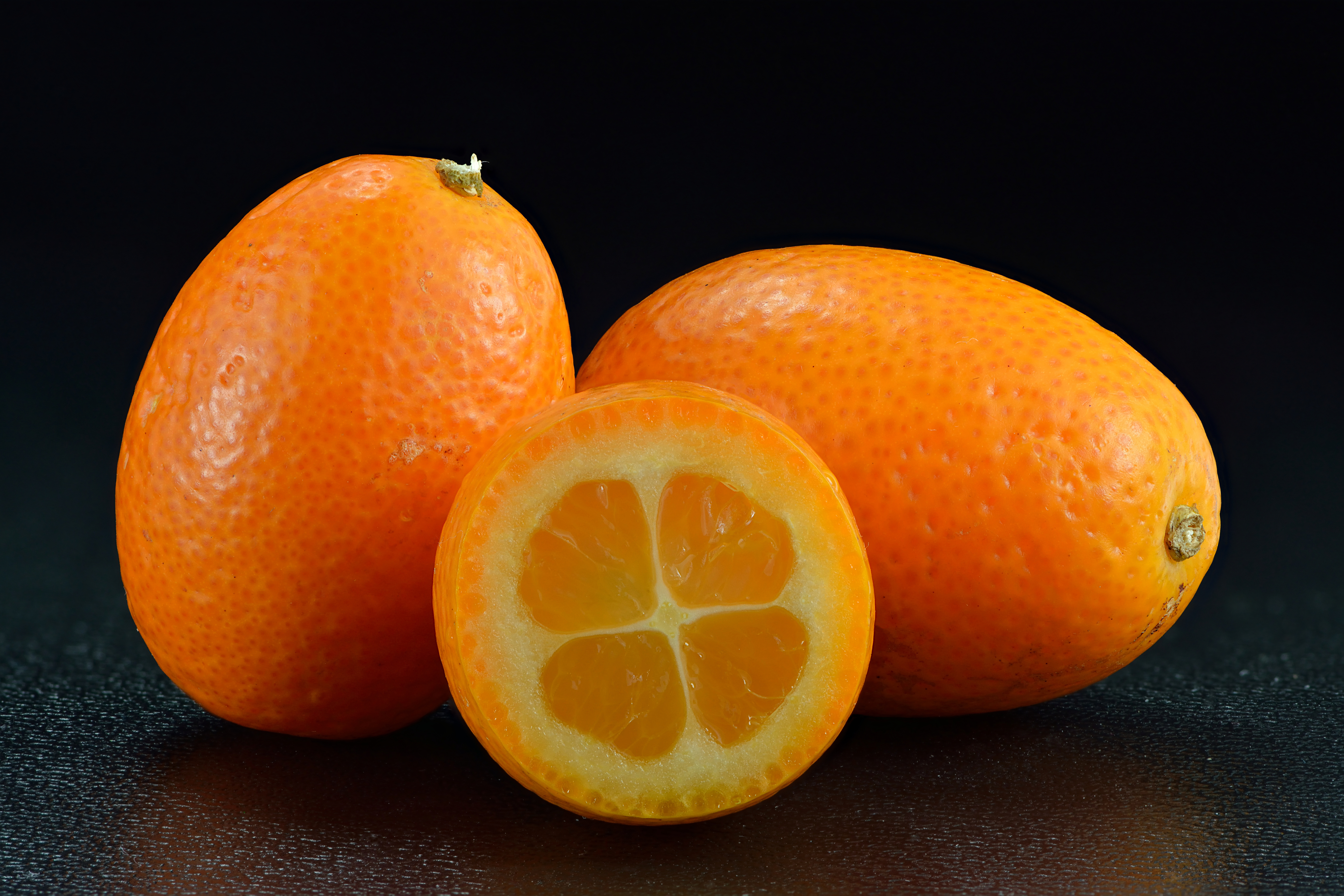
Frukt